# Xian de Zhangwu
Pour les articles homonymes, voir Zhangwu.
Le xian de Zhangwu (彰武县 ; pinyin : Zhāngwǔ Xiàn) est un district administratif de la province du Liaoning en Chine. Il est placé sous la juridiction de la ville-préfecture de Fuxin.

## Démographie
La population du district était de 406 794 habitants en 1999.